# Ларкин, Митч
Ми́тчелл «Митч» Ла́ркин (англ. Mitchell Larkin; род. 9 июля 1993, Будерим, Квинсленд) — австралийский пловец, специализирующийся в плавании на спине. Многократный чемпион мира. Двукратный призёр Олимпийских игр.

## Карьера
Митч Ларкин в составе сборной Австралии принял участие в лондонской Олимпиаде. Там он стартовал только на дистанции 200 метров на спине. Там девятнадцатилетний австралиец пробился в финальный заплыв, но занял в нём последнее место.
Через два года, в 2014 году, он выиграл четыре медали на Играх Содружества в Шотландии (в том числе золото на двухсотметровке). На первенстве мира на короткой воде в Дохе Ларкин выиграл золото на стометровке, а на дистанции в два раза длиннее стал бронзовым призёром.
В 2015 году на первенстве мира в Казани Ларкин стал одним из героев чемпионата. Он выиграл дистанции 100 и 200 метров на спине, вместе с австралийской сборной стал вторым в комбинированной эстафете, а на дистанции 50 метров стал четвёртым, проиграв касание своему партнёру по команде Бену Трефферсу.
Его личный рекорд на длинных дистанциях — 52,11 (100 метров на спине) и 1:53,17 (200 метров на спине), оба рекорда были установлены на чемпионате мира в Дубае в ноябре 2015 года.
На летних Олимпийских играх 2016 года по плаванию Ларкин представлял Австралию на дистанции 100 м и 200 м на спине и в эстафете 4 х 100 м.
Ларкин установил рекорд в качестве первого пловца, который выиграл каждое соревнование на спине, а также получил наибольшее количество золотых медалей для пловца на одном турнире Содружества. Пять золотых медалей на спине мужчин на 50 м, 100 м и 200 м, в индивидуальной гонке на 200 м среди мужчин и в гонке на 4 × 100 м среди мужчин.